# Procleomenes jianfenglingensis
Procleomenes jianfenglingensis är en skalbaggsart som beskrevs av Hua 1986. Procleomenes jianfenglingensis ingår i släktet Procleomenes och familjen långhorningar. Inga underarter finns listade i Catalogue of Life.